# Spominski most Leonarda P. Zakima Bunker Hill
Spominski most Leonarda P. Zakima Bunker Hill (ali most Zakim) je most s poševnimi zategami čez reko Charles v Bostonu v zvezni državi Massachusetts, ZDA. Je zamenjava za most Charlestown High Bridge, starejši palični most zgrajena v 1950-tih. Z desetimi stezami, glavni del mostu Zakim ima štiri pasove za vsako smer za cesti Interstate 93 in US Route 1 leži med predorom  Thomas P. "Tip" O'Neill Jr. in avtocesto na viaduktu proti severu. Dva dodatna pasova ležita izven pilonov in opravljata proti severu promet iz predora Sumner in priključno rampo North End. Ti pasovi se združijo z glavno cesto severno od mostu. I-93 v smeri New Hampshir kot Northern Expressway in USA 1, ki se razcepi od Interstate, poteka proti severovzhodu proti severni obali Massachusettsa, ko prečka reko Mystic z mostom Tobin.
Most in povezovalni predor sta bila zgrajena kot del projekta Big Dig, največjega avtocestnega projekta zgrajenega v Združenih državah Amerike. Pasovi proti severu (NB) so bili končani v marcu 2003, pasovi v smeri juga (SB) pa v decembru. Most je edinstvene oblike in je hitro postal ikona Bostona, ter se pogosto pokaže v luči nacionalnih informativnih kanalov za določitev lokacije in je vključen med turistične spominke. Most je običajno imenovan kot "Zakim Bridge" ali "Bunker Hill Bridge", kot ga imenujejo prebivalci bližnjega Charlestowna.
Most Leverett Circle Connector Bridge je bil zgrajen v povezavi z mostom Zakim in služi prometu kot obvoznica.

## Zasnova
Pri tem mostu s poševnimi zategami, namesto da voziščna konstrukcija visi med kabli, povezanimi med stolpoma, kabli tečejo neposredno med voziščema in pilonom. Čeprav so bili po drugi svetovni vojni mostovi s poševnimi zategami v Evropi že pogosti, so bili relativno novi v Severni Ameriki.
Koncept mostu je razvil švicarski gradbeni inženir Christian Menn, njegovo zasnovo pa je obdelal ameriški gradbeni inženir Ruchu Hsu iz Parsons Brinckerhoff. Wallace Floyd Associates, sub-svetovaec Bechtel / Parsons Brinckerhoff, je bil vodilni arhitekt / urbanistični oblikovalec in sodeloval z lokalno skupnostjo v procesu projektiranja.  Inženir je bil HNTB / FIGG. Vodilna oblikovalca sta bila Theodore Zoli (od HNTB) in W. Denney Pate (od FIGG). Most sledi novemu oblikovanju, ko sta dve zunanji stezi konzolno izven pilonov, drugih osem stez pa teče skozi pilone. Pilona imata nenavaden, eleganten videz, in sta mišljena kot odmev spomeniku-obelisku Bunker Hill Monument, ki je znotraj obzorja mostu, beli kabli pa obujajo podobe manipulacije s fregato-jadrnico USS Constitution.
Predor za hitro železnico MBTA Orange Line leži pod mostom.

## Ime
Polno ime mostu spominja na bostonskega voditelja in aktivista ljudskih pravic Leonarda P. Zakima, ki se je zavzemal za »gradnjo mostov med narodi« (Leonard Paul "Lenny" Zakim (17. november 1953 - 2. december 1999) je bil vodja za judovsko-ameriške verske in državljanske pravice v Bostonu). Prvotno ga je želel guverner Massachusettsa, A. Paul Cellucci, poimenovati Most svobode. V letu 2000 pa so lokalni duhovniki in verski voditelji, vključno s kardinalom Bernardom Francisom Lawom zahtevali ime Zakim kmalu po Zakimovi smrti zaradi raka kostnega mozga. Čeprav se je Cellucci dogovoril za imenovanje, so vodje skupnosti iz Charlestowna nasprotovali imenu, saj se jim je zdelo, da zasnova odraža bližino spomenika na Bunker Hillu in je treba most poimenovati Bunker Hill Freedom bridge. Obtožbe o antisemitizmu so izenačili proti članom večinoma bele, irsko-katoliške skupnosti kot razlog za odpor proti imenu Zakim, kar je temeljilo na nekaj pripombah v Boston Globe. Več voditeljev skupnosti je govorilo proti obtožbam v novinarski konferenci, ki navaja, da so trditve, ki jih je izrekel profesor Jonathan Sarna, samo njegove osebne in ne odražajo mnenja judovske skupnosti. 
Sčasoma so našli kompromis med mestnim svetom v Bostonu, zakonodajalcem države Massachusetts in aktivisti skupnosti in most je dobil sedanje ime. Različne skupnosti most pogovorno različno imenujejo. Veliko ljudi v območju Charlestowna mu pravi "Bunker Hill Bridge", medtem ko ga večina, vključno lokalni časopisi in prometna poročila, imenujejo preprosto "Zakim Bridge".

## Pachyderm preizkus
Standardni preizkus, hoja slona čez most, za preizkus trdnosti, je bil izveden 14. oktobra, 2002, z uporabo štirinajst »testnih slonov«. Sloni so tehtali skupaj 51.000 kg (112.000 funtov). Tak preizkus je bil najprej uporabljen pri mostu Eads v St. Louisu in [[Brooklynski most |Brooklynskem mostu] v New Yorku.  V tistem času so zgradili več mostov in so verjeli, da so imeli sloni instinkt, ki bi jim preprečeval stopiti na nevarno konstrukcijo. 

## Krajinsko oblikovanje in javna umetnost
Za postavitev temeljev za most Zakim so bila potrebna okoljevarstvena dovoljenja, za potrebe preselitve področja odprte vodne površine in spreminjanje obrisa obale reke Charles. Proces oblikovanja krajine in blaženja okolja pod mostno konstrukcijo in vplivnega prostora mostu, je bil povod za ustvarjanje nove in dostopne javne krajine, ki so jo zasnovali pri Carol R. Johnson Associates. Krajina pod mostom vsebuje vrsto perforiranih umetnin iz nerjavečega jekla, ki so osvetljene in delujejo kot javna umetnost. Pešci in kolesarji lahko potujejo iz Charlestowna proti Cambridgeu do North Point Parka preko sosednjega mostu za pešce North Bank Pedestrian Bridge.  Ta most je povezava na kolesarsko pot Charles River Bike.

## Razna dejstva
- Čeprav je bil most končan v letu 2002, ni bil odprt za promet, dokler ni bil v začetku leta 2003 končan predor Central Artery proti severu. Južno smerno vozišče so odprli v decembru 2003, z odprtjem predora proti jugu, pasove na konzolah proti severu in dvostezno priključno rampo, so odprli aprila 2005, ko je bil obnovljen tudi stari most. Deluje kot popoln nadomestek za prejšnje tri pasove, dvo-višinskega jeklenega mostu, Charlestown High Bridge. Različne višine stez na dvignjeni avtocesti v Charlestowna I-93 so edini preostali namigi na lokacijo starega mostu.
- V mesecu marcu 2005 je iz kablov padel led in pristal na vozišču, kar je ustavilo promet. Kosi ledu so bili dovolj veliki, da bi lahko poškodovali vetrobranska stekla ali celo ogrožali motoriste [11]
- Travel Channel je uvrstil most Zakim na 9. mesto na svojem seznamu najboljših deset mostov na svetu. V članku je tudi opozoril, da je most najširši most s poševnimi zategami na svetu, z le 10 stezami za promet. [12]

## Galerija
- Most in center Bostona iz Paul Revere Park
- Detajl kablov in pilona
- Pogled iz vozišča
- Pogled iz vozišča proti jugu
- Promet na mostu
- Most od spodaj